# Gazdasági szektor
A gazdasági szektorok a gazdaság szereplőiből álló olyan csoportok, amelyeknek a céljai és gazdasági döntései, illetve a rendelkezésükre álló erőforrások hasonlóak. A gazdasági szektorok leírására a makroökonómia a zárt gazdaságok négyszektoros modelljéből indul ki. A modell a nemzetgazdaságban betöltött szerepük alapján négy szektort különít el: a háztartásokat, a vállalkozásokat, az államot és a bankrendszert. Nyitott gazdaság esetében a külfölddel való kapcsolat is fontos, ezért a külföld figyelembevételével válik teljessé a kép. 
A földrajztudományban a négyes elkülönítés az alábbi: primer szektor (mezőgazdaság), szekunder szektor (ipar), tercier szektor (szolgáltatások), kvaterner szektor (kutatás-fejlesztés-innováció (K+F+I)). 
A foglalkoztatáspolitika használ még a fentiektől eltérő osztályozást: első gazdaság (állami szféra szektora), második gazdaság (profitorientált vagy magánszféra szektora), illetve harmadik gazdasági (nonprofit-civil és nem profitorientált állami vagy magán szektor).

## A háztartások
A háztartások elsődlegesen fogyasztóként jelennek meg a gazdaságban, a háztartások fogyasztása jelenti a vállalkozások által előállított javak keresletét, ugyanakkor a munkaerő-kínálatuk a vállalati szektor legfontosabb és egyben nélkülözhetetlen inputja. Bár hétköznapi értelemben a háztartások is végezhetnek gazdasági tevékenységet (például egy családi vállalkozás esetén), de ebben az esetben ezt a vállalkozói tevékenységet a makroökonómia külön, a vállalati szektor részeként kezeli, míg magának a háztartásnak a szerepe a javak fogyasztására (Consumption), megtakarításra (Savings), és a munkaerő-kínálatára korlátozódik. A háztartások jövedelme elsősorban ez utóbbiból származik. További jövedelmük az államtól kapott transzferek (TRansfer). A háztartások a jövedelmüket vagy elfogyasztják, vagy megtakarítják.

## A vállalkozások
A vállalkozások elsősorban gazdasági tevékenységet végeznek, jövedelmüket termékek és szolgáltatások eladásából szerzik. Ezen tevékenységükhöz a háztartások munkakínálata szolgáltatja a legfőbb erőforrást. Ugyanakkor a vállalkozások legfőbb bevétele a háztartások fogyasztásából ered. A vállalkozások jövedelmüket részben újabb javak előállításába fektetik be, részben a háztartások számára munkabérként (Wage) fizetik meg.

## A bankrendszer
A háztartások megtakarításai a bankrendszer közvetítésével a vállalkozásokhoz kerülnek, amelyek beruházásokat (Investment) valósítanak meg belőle.

## Az állam
Mind a háztartások, mind a vállalkozások adót (Tax) fizetnek az államnak. Az államtól – elsősorban – a háztartások transzferjövedelmet (Transfer income) kapnak (például szociális segélyek), míg a vállalati szféra jövedelme részben a kormányzati szektor által támasztott piaci keresletből (Governmental spending) származik.